# Hapıtlı (İsmayıllı)
Hapıtlı è un comune dell'Azerbaigian situato nel distretto di İsmayıllı. Conta una popolazione di 183 abitanti.